# Graham T. Allison
Graham Tillett Allison, Jr. (Charlotte, Carolina do Norte, 23 de março de 1940) é cientista, escritor, político norte-americano e professor na Escola de Governo John F. Kennedy em Universidade Harvard. Seu livro Reaking Foreign Policy: The Organizational Connection, co-escrito por Peter Szanton, foi publicado em 1976 e teve muita influência sobre a política externa da administração do presidente Jimmy Carter que assumiu o cargo no início de 1977. Desde a década de 1970, Allison também foi um dos principais analistas da política nacional de segurança e defesa dos Estados Unidos, com especial interesse nas armas nucleares e no terrorismo.

## Biografia
Alisson nasceu em Charlotte, Carolina do Norte. Se formou na Universidade de Harvard em 1962. Em Ciência Política em 1968.
Allison também foi membro do Centro de Estudos Avançados (1973-1974); Consultor para a RAND Corporation; Membro do Conselho de Relações Exteriores; Membro do comitê visitante sobre estudos de política externa na Brookings Institution (1972-1977), em 2009 ele foi premiado com o (NAS Award for Behavioral Research Relevant to the Prevention of Nuclear War) relevantes para a prevenção da guerra nuclear da Academia Nacional de Ciências.